# Borîșkivți, Camenița
Borîșkivți (în ucraineană Боришківці) este un sat în comuna Slobidka-Kulcievețka din raionul Camenița, regiunea Hmelnîțkîi, Ucraina.

## Demografie
Componența lingvistică a localității Borîșkivți
     Ucraineană (99,21%)
     Alte limbi (0,79%)
Conform recensământului din 2001, majoritatea populației localității Borîșkivți era vorbitoare de ucraineană (99,21%), existând în minoritate și vorbitori de alte limbi.